# Epidemia de crack

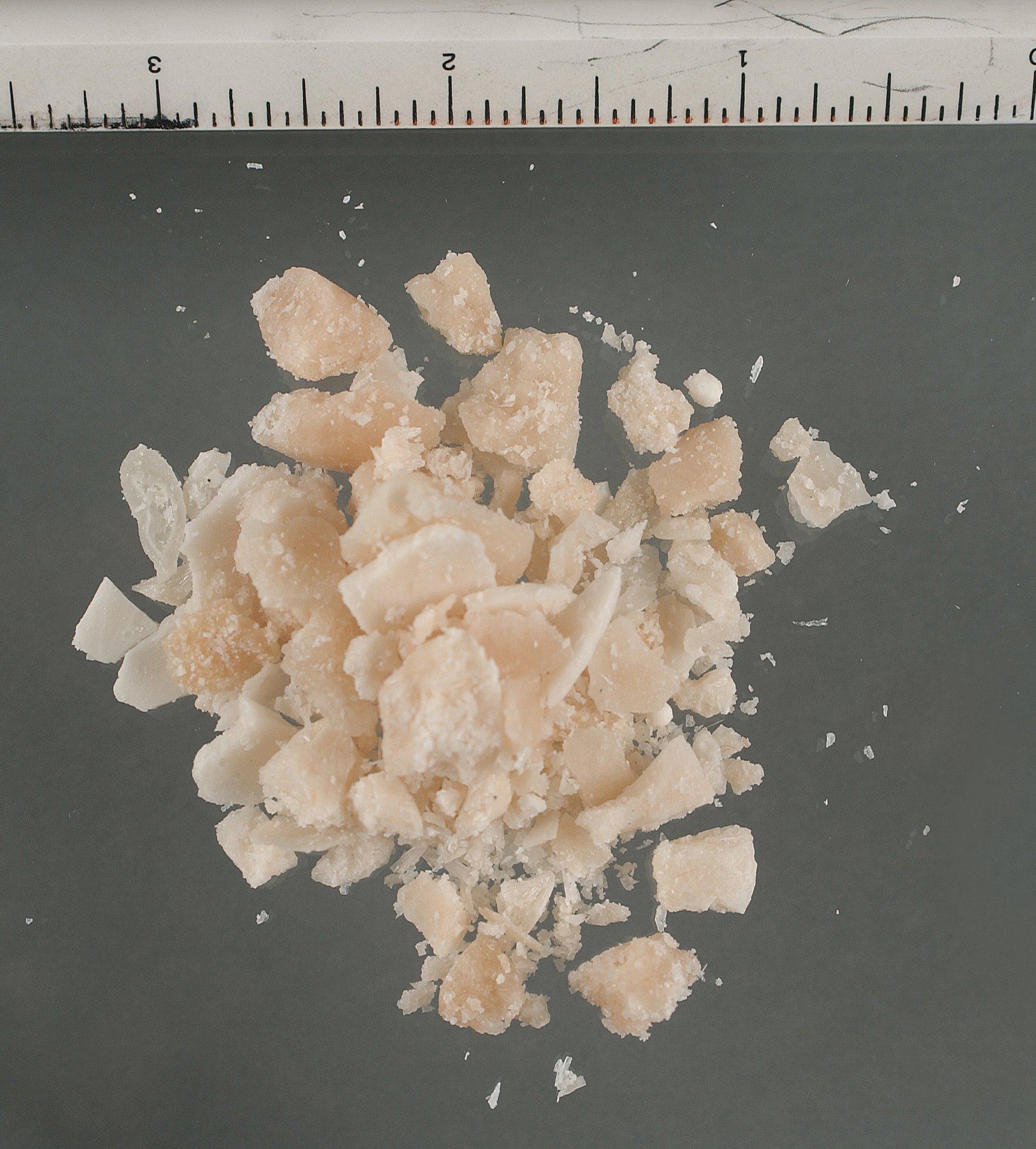
Crack.

La epidemia de Crack se refiere al periodo de seis años comprendido entre 1984 y 1990 en Estados Unidos, en el que tuvo lugar un enorme incremento tanto del consumo de crack en las grandes ciudades como en las "casas de crack" por todo Estados Unidos. Las consecuencias de esta epidemia incluyeron un gran aumento de la adicción a esta sustancia, y de problemas sociales como la indigencia, asesinatos y robos, y condenas de larga duración. Los primeros efectos de la epidemia comenzaron a principios de los años 1980, pero para la DEA (Drug Enforcement Administration) el periodo oficial de la epidemia abarca de 1984 a 1990, que puede considerarse el punto álgido de la epidemia. 
La epidemia afectó a la totalidad de las grandes ciudades de Estados Unidos. Algunas de las más afectadas fueron Oakland, Chicago, Washington D. C., Los Ángeles, Baltimore, Detroit, Nueva York, y Miami. Según el propio senador del Estado de Nueva York Charles Schumer: "Hace veinte años, el crack se dirigía hacia el este a lo largo de los Estados Unidos como un camión fuera de control y golpeó con fuerza Nueva York simplemente porque no vimos las señales de aviso."

## Historia
A principios de los años 80, la mayor parte de la cocaína que llegaba a los Estados Unidos por vía marítima y que atracaba en Miami, lo hacía a través de las Bahamas. Muy pronto se produjo un enorme excedente de polvo de cocaína en estas islas, por lo que el precio de la misma bajó hasta un 80 por ciento. Ante la bajada de los precios de esta sustancia ilegal, los traficantes de drogas tomaron una astuta decisión empresarial: convertir el polvo de cocaína en "crack", una forma sólida de cocaína que se fuma y que se podía vender a más gente en menores cantidades. Era una sustancia barata, sencilla de producir, lista para usar y cuya elaboración resultaba muy rentable para los traficantes. Ya en 1980 fueron apareciendo informes sobre el crack en Los Ángeles, San Diego, Miami, Houston, y el Caribe.
Al principio, el crack tenía mayor pureza que el polvo de cocaína que se vendía en la calle (al menos, hasta que el crack pasó a ser lo que se denominaba "blow-up" –una variedad adulterada con lidocaína con la que se aumentaba su volumen- y en el llamado "whip dope"). Hacia 1984 el polvo de cocaína tenía una pureza del 55 por ciento y costaba 100 dólares el gramo mientras que el crack se vendía por el mismo precio con unos niveles de pureza superiores al 80 por ciento. En algunas ciudades grandes, como New York, Houston, Los Ángeles, Detroit, y Filadelfia, se podía obtener una dosis de crack por tan solo dos dólares y medio. Nunca antes ningún tipo de cocaína había estado disponible a un precio tan bajo y con tal nivel de pureza y, lo que es más importante desde un punto de vista comercial, el crack producía un efecto inmediato y sus consumidores se convertían en adictos en muy poco tiempo. 
El crack comenzó a consumirse a gran escala por primera vez en Los Ángeles en 1984. Se produjo un aumento masivo de la distribución y consumo de la droga ese mismo año y a finales de 1986 estaba disponible en 28 estados y en el Distrito de Columbia. Según el informe de 1985-1986 del NNICC (National Narcotics Intelligence Consumers Committee o Comité de Consumidores de Inteligencia Nacional sobre los Narcóticos), el crack estaba disponible en Nueva York, Filadelfia, Cleveland, Cincinnati, Detroit, Chicago, San Luis, Atlanta, Oakland, Topeka, Kansas City, Miami, Newark, San Francisco, Buffalo, Dallas, Denver, Minneapolis, Phoenix, Seattle y Portland.
En 1985, los casos de urgencias hospitalarias relacionadas con la cocaína se incrementaron en un 12 por ciento, desde los 23.500 hasta los 26.300 y en 1986 se incrementaron en un 110 por ciento, desde los 26.200 hasta los 55.200. Entre 1984 y 1987, los incidentes relacionados con la cocaína se cuadruplicaron. En 1987, podía encontrarse crack en el Distrito de Columbia y en todos los estados de los Estados Unidos, exceptuando tan solo 4 de ellos.
Algunos expertos han citado la "epidemia" del crack como un ejemplo de pánico moral y han apuntado que el boom producido en el uso y tráfico de la droga ocurrió realmente después de que la cobertura mediática de la droga la calificara como "epidemia".

## El asunto Irán-Contra y la implicación de la CIA
Al principio del asunto Irán-Contra, algunos políticos y periodistas comenzaron a sugerir que la CIA había contribuido a la expansión de la epidemia. Las acusaciones iban desde la existencia de vínculos en asuntos de drogas de los rebeldes de la Contra hasta la posible implicación directa en tráfico de drogas de la Contra e incluso de miembros de la CIA. El grado exacto de conocimiento e implicación, en lo referente a la propia CIA, continúa siendo un tema polémico. No obstante, el 17 de abril de 1986, la Administración Reagan hizo público un informe de tres páginas en el que reconocía que habían existido algunas conexiones entre la Contra y el tráfico de cocaína en 1984 y 1985, defendiendo que estas conexiones tuvieron lugar en un tiempo en que los rebeldes estaban "particularmente presionados en su apoyo financiero" debido a que se había cortado la ayuda estadounidense.

### El informe del Comité Kerry
El informe Kerry fue una investigación llevada a cabo por el Comité de Asuntos Exteriores del Senado de Estados Unidos acerca de las acusaciones sobre la participación de la Contra nicaragüense en el tráfico de cocaína y marihuana. Con una duración de dos años y medio, el subcomité publicó su informe final el 13 de abril de 1989. El comité concluyó que "está claro que individuos que proporcionaban apoyo a la Contra estaban involucrados en tráfico de drogas y que integrantes de la propia Contra recibían conscientemente asistencia financiera y material de traficantes de drogas."
El informe citaba la cobertura legal proporcionada por la CIA en el tráfico de drogas a rebeldes antisandinistas y daba cuentas sobre 806.000 dólares pagados por el Departamento de Estado a "cuatro compañías que eran propiedad y estaban gestionadas por traficantes de estupefacientes." El subcomité concluyó que los vínculos entre la Contra y el tráfico de drogas incluían: 
- "Participación en tráfico de estupefacientes por parte de personas asociadas con la Contra. "
- "Participación de traficantes de estupefacientes en operaciones de suministro a la Contra a través de relaciones empresariales con organizaciones de la Contra. “
- "Provisión de asistencia a la Contra por parte de traficantes de estupefacientes, incluyendo dinero en efectivo, armas, aviones, pilotos, soporte aéreo y otros materiales, de forma voluntaria por parte de los traficantes. "
- "Pagos a traficantes de drogas, por parte del Departamento de Estado de los Estados Unidos, con fondos autorizados por el Congreso para asistencia humanitaria a la Contra, en unos casos después de que los traficantes hubieran sido encausados por asuntos de drogas por varias agencias federales competentes, en otros mientras los traficantes tenían investigaciones abiertas por estas mismas agencias."[6]

Las conclusiones del comité tuvieron poca repercusión en los medios y en los círculos de poder en Washington. Un artículo del "Columbia Journalism Review" indicaba que "el Washington Post publicó un breve artículo en la página A20 en el que se centraba tanto en las luchas internas dentro del comité como en sus conclusiones; el New York Times publicó un breve artículo en la página A8; Los Angeles Times publicó una historia de 589 palabras en la página A11."

### Gary Webb
El periodista Gary Webb, del San Jose Mercury News, provocó controversia a nivel nacional con su serie de artículos de 1996 llamados la "Oscura Alianza" (Dark Alliance), en los que afirmaba que la entrada de cocaína nicaragüense desató y avivó la epidemia del crack de los años 80. Tras investigar las vidas y conexiones de los traficantes de crack de Los Ángeles, Ricky Ross, Oscar Danilo Blandon y Norwin Meneses, Webb afirmó que los beneficios de estas ventas de crack se canalizaron hacia los miembros de la Contra apoyados por la CIA.  Aunque Webb nunca afirmó que la CIA ayudara directamente a los traficantes, sí que hizo eco de la conclusión del Comité Kerry acerca de que CIA estaba al tanto de grandes cargamentos de cocaína que entraban en Estados Unidos conducidos por miembros de la Contra.
La serie de artículos recabó interés más allá de los medios mayoritarios a medida que la historia se extendía a través de programas de debate en emisoras de radio de la comunidad negra así como a través de Internet. Las visitas a la página web del Merury Center se incrementaron de forma espectacular, llegando algunos días a ser de hasta 1,3 millones. Las protestas realizadas en todas partes de la nación se canalizaron a través de una organización de Washington llamada "Black Caucus" que presionó tanto a la CIA como al Departamento de Justicia para que iniciaran una investigación interna sobre la acusación de complicidad gubernamental en el tráfico de crack.
La refutación de los argumentos de Webb vino por parte del New York Times, el Washington Post y Los Angeles Times. El Columbia Journalism Review afirma que "fue básicamente la presión del público lo que forzó a los medios a tratar las acusaciones de Webb" y enfatiza el contraste entre la cobertura mediática del Informe Kerry frente a "las largas refutaciones de los periódicos siete años después de la serie de artículos publicados en el Mercury News –que sumaban un total de más de 30.000 palabras entre todos." La presión externa finalmente hizo que el consejo editorial del Mercury News admitiera que habían presentado "únicamente una interpretación de algunas pruebas complicadas y en ocasiones contradictorias".

### Repercusiones de la Oscura Alianza
Como conclusión de su investigación interna, el inspector general de la CIA, Frederick Hitz, realizó en 1998 ante el Comité de Inteligencia del Congreso la siguiente declaración: 

"En el transcurso de esta larga investigación, no hemos encontrado ninguna prueba de que dentro de la CIA existiera cualquier tipo de conspiración para introducir droga en los Estados Unidos. Sin embargo, durante la época de la Contra, la CIA trabajó con diversas personas para apoyar dicho programa. Lo anterior incluía personal de la CIA, pilotos que transportaban suministros para los integrantes de la Contra, así como mandos de la Contra y otros. Si me permiten ser sincero acerca de nuestros hallazgos, he de decir que hay casos en los que la CIA no cortó relaciones de forma expeditiva y consecuente con individuos que apoyaban el programa de la Contra y de los que se decía que estaban involucrados en el negocio del tráfico de drogas, ni tampoco se tomaron medidas para solventar este tipo de acusaciones."
Frederick P. Hitz

La investigación de la CIA se hizo pública en dos tomos. En el primer tomo se informaba de que no se había encontrado información que relacionara a Ross, Blandon o Meneses con la gente de la Contra o la CIA. En este tomo sí se admitía sin embargo, que se había intervenido en la acusación del Departamento de Justicia a un traficante de crack vinculado a la Contra que operaba en San Francisco. En el segundo tomo se identificaban más de 50 miembros de la Contra y compañías relacionadas con la misma que estaban implicadas en el tráfico de drogas. También subrayaba un caso de 1981 en el que la central de la CIA estaba informada del hecho de que un grupo de la Contra había decidido “meterse en el contrabando de drogas a Estados Unidos para financiar sus operaciones antisandinistas” y que también conocían la existencia de una “prueba inicial” mediante la cual esta organización transportaría drogas hasta Miami vía aérea.
También en 1998, la republicana Maxine Waters introdujo en el Registro del Congreso una carta entre el fiscal general del Estado, William French Smith y el director de la CIA, William J. Casey, que databa del 11 de febrero de 1982. La "carta de entendimiento" había eximido explícitamente a CIA de "requisitos formales en lo referente a informar acerca de delitos relacionados con estupefacientes". Se trataba de un tecnicismo que liberaba a los agentes de campo de la CIA de tener que informar acerca de delitos relacionados con estupefacientes si los presenciaban.

## Impacto por región
El peor impacto de la droga se produjo en los estados del Noreste y Sur de la costa atlántica. El crack resultó ser un problema mucho mayor en las grandes ciudades que en las pequeñas. El 70% del impacto del crack se sintió en grandes ciudades y sus tasas per cápita eran 10 veces mayores en éstas que en el resto de la nación.
Los investigadores comprobaron que durante el periodo de observación de la epidemia, las ciudades que sufrieron con más crudeza los problemas derivados del consumo de crack fueron Nueva York, Baltimore, Chicago (aquí hay que señalar que Chicago no se vio afectado hasta 1990, debido a que las bandas de la ciudad no permitieron la entrada de crack en la misma durante los 80), Newark, Detroit, Washington D. C., Los Ángeles, Oakland, Filadelfia, Nueva Orleans, Boston, San Francisco, Newport, Seattle y Portland. Por otro lado, los estados más afectados por este tipo de problemas fueron Maryland y Nueva York.

## Crimen
Más que el propio consumo de la droga, los mayores costes sociales del crack estuvieron asociados a la violencia que se generó a raíz de su prohibición. Una investigación realizada por dos destacados investigadores de la Universidad de Chicago, Steven Levitt (coautor de Freakonomics y ganador de la Medalla John Bates Clark de 2003) y Kevin Murphy (ganador de la Medalla John Bates Clark de 1997) sugiere que el crack fue el principal factor que contribuyó al aumento y posterior reducción de males sociales entre la comunidad afroamericana y latina entre 1980 y 2000. 
"Entre 1984 y 1994, la tasa de homicidios de hombres negros con edades comprendidas entre los 14 y los 17 años se duplicó y algo muy parecido sucedió con la tasa de homicidios de hombres negros con edades comprendidas entre los 18 y los 24 años. Durante este periodo, la comunidad negra sufrió un incremento en las tasas de mortalidad fetal, de los bebés nacidos con bajo peso, de los arrestos relacionados con la posesión de armas así como del número de niños en régimen de acogida."
Estos incrementos en las cifras de criminalidad se debieron principalmente al hecho de que la distribución de la droga se realizaba por lo general en vecindarios con bajos ingresos situados en el centro de las ciudades. Esto ofreció a muchos residentes de dichos barrios la oportunidad de ascender en la "escalera económica" en un mercado de las drogas que permitía a los traficantes añadir un sobrecargo al bajo precio de la sustancia. Se puede decir que la principal razón del ascenso del crack fue económica.
"Es evidente que el consumo y la distribución de cocaína en forma de crack se hizo popular en ciudades tales como Los Ángeles y Atlanta, que se encontraban inmersas en un caos social y económico. 'Como resultado de los bajos niveles de formación y del mínimo desembolso inicial necesario para vender crack, floreció la violencia sistémica a medida que un creciente ejército de jóvenes y entusiastas traficantes de crack del centro de la ciudad intentaban defender su inversión económica.' (Inciardi, 1994). 
Una vez que la droga se incrustaba en una comunidad en particular, el entorno económico que estaba perfectamente diseñado para su supervivencia, causaba una desintegración social añadida en dicha ciudad. Un entorno que se basaba en la violencia y el engaño como vía para que los traficantes de crack protegieran sus intereses económicos."

## Fin de la epidemia
La violencia generada por la epidemia de crack terminó con la misma rapidez con la que había empezado. Las razones de la disminución del crimen no se conocen muy bien. Según algunos informes, como otro capítulo del libro de Levitt, Freakonomics, el incremento de la presencia policial no tuvo nada que ver con el fin de la epidemia dado que las ciudades en las que esta presencia aumentó, vieron cómo las consecuencias de la epidemia aparecieron súbitamente. Según Alan Fox, decano de Justicia Penal de la Universidad del Noreste, "Probablemente, el factor más importante [en la caída de la tasa de crimen] fue el cambio en los mercados de droga, es decir, que los traficantes ya no necesitaran luchar sobre el terreno para vender su nuevo producto, ya que las líneas fronterizas estaban ya establecidas."
Steven Levitt y JJ Donahue, tal y como lo exponen en su libro Freakonomics, mantienen la hipótesis de que la causa del repentino descenso del crimen de principios de los 90 radicaba en el veredicto del caso Roe contra Wade de 1973 y la subsiguiente legalización del aborto. A las mujeres jóvenes y de bajo nivel de renta que no querían tener a sus hijos se les dio la posibilidad de abortar y, en consecuencia, se frenó el nacimiento de una generación de niños que hubieran venido al mundo en unas condiciones poco favorecedoras y en un entorno con más propensión al crimen. El fin de la epidemia de crack en 1990 coincide con el momento en el que todos aquellos niños nacidos después de Roe contra Wade hubieran rondado la mayoría de edad, momento en el que los jóvenes suelen comenzar su carrera criminal. Según pasaban los años, más y más niños que hubieran venido al mundo para vivir una vida en un entorno de mayor propensión al crimen, sencillamente no estaban ahí y éste cayó en toda la nación. Con el fin de probar la causalidad más que la correlación entre estos eventos, las estadísticas recopiladas por los autores muestran que en los 5 estados en los que el aborto se permitió con anterioridad a Roe contra Wade (California, Nueva York, Alaska, Hawái, y Washington), la caída del crimen se produjo antes que en el resto del país. Así mismo, los estados con mayores tasas de abortos sufrieron las mayores caídas del crimen y viceversa. Esta fue, sin embargo, otra más de las muchas razones aducidas para explicar la caída que se observó en los niveles de criminalidad. En otro capítulo relacionado con el aspecto económico del tráfico de crack, estos autores afirman que la caída del precio de la droga hizo que su comercio ya no le mereciera la pena a los pequeños traficantes, debido al riesgo que conllevaba aspirar a subir peldaños dentro de la jerarquía de su banda. 
Otros informes dicen que la epidemia de crack finalizó debido a que muchos jóvenes habían visto los efectos del crack en sus padres y hermanos mayores. Durante la década de los 90, ser llamado "crackhead" se convirtió en un insulto en la cultura urbana. Muchos jóvenes de la nueva generación se mantuvieron apartados del crack y jamás lo probaron. Alfred Blumstein, un criminólogo de la Universidad Carnegie Mellon enumeró los siguientes factores como causantes del fin de la epidemia:
"Hay cuatro factores principales que explican la caída de la tasa de crimen", explica Alfred Blumstein. "El número 1 ha sido quitarle a los niños las pistolas de las manos, el número 2 ha sido la contracción de los mercados de crack y su institucionalización. El tercero es la solidez de la economía. Ahora hay trabajos para chicos que de otro modo se verían tentados a traficar con drogas." En último lugar, Blumstein dice que es la respuesta penal de la justicia o, como él dice "la incapacitación relacionada con el aumento de encarcelaciones"